# Giez (Frankrijk)
Giez is een gemeente in het Franse departement Haute-Savoie (regio Auvergne-Rhône-Alpes) en telt 446 inwoners (1999). De plaats maakt deel uit van het arrondissement Annecy.

## Geografie
De oppervlakte van Giez bedraagt 12,6 km², de bevolkingsdichtheid is 35,4 inwoners per km².

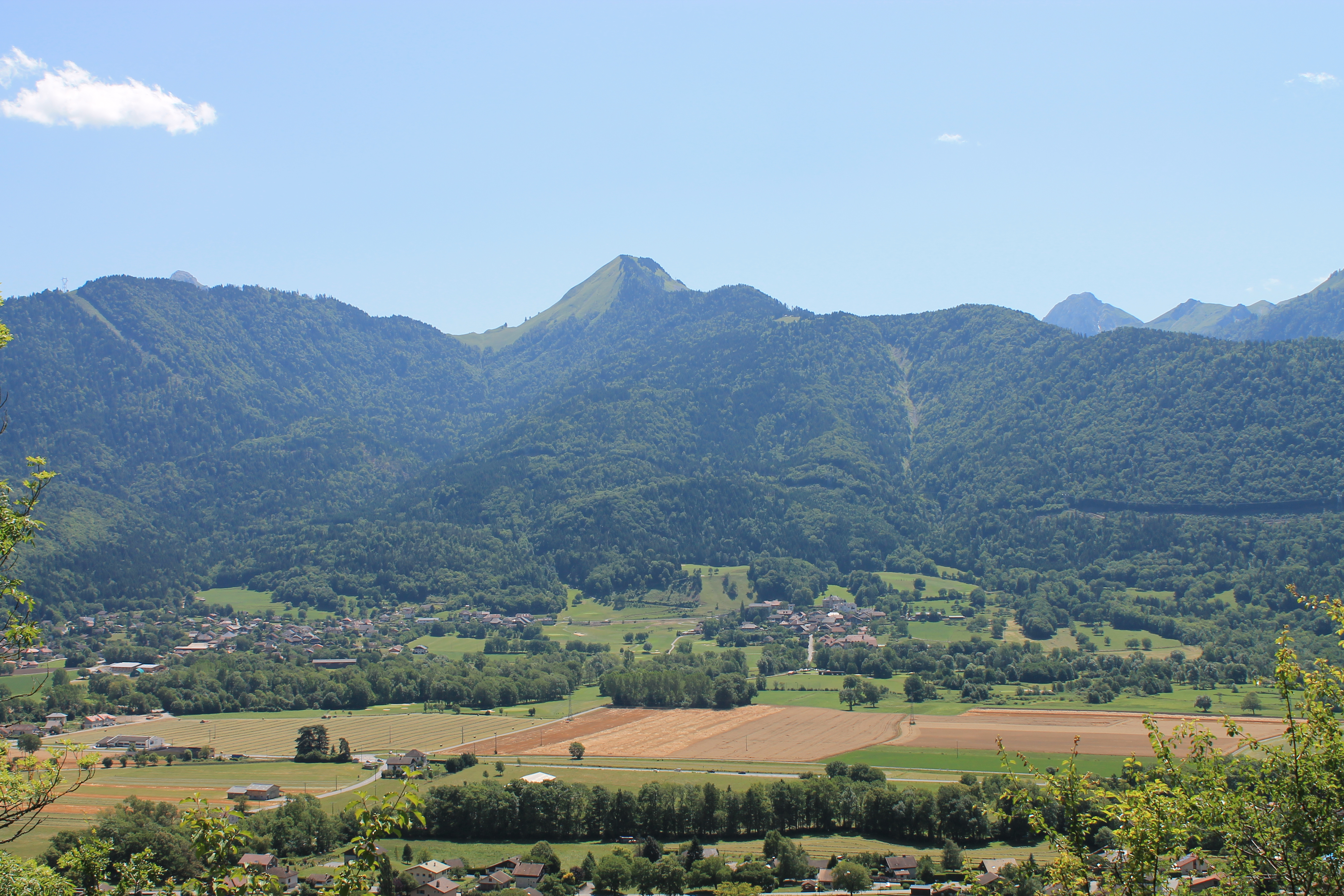
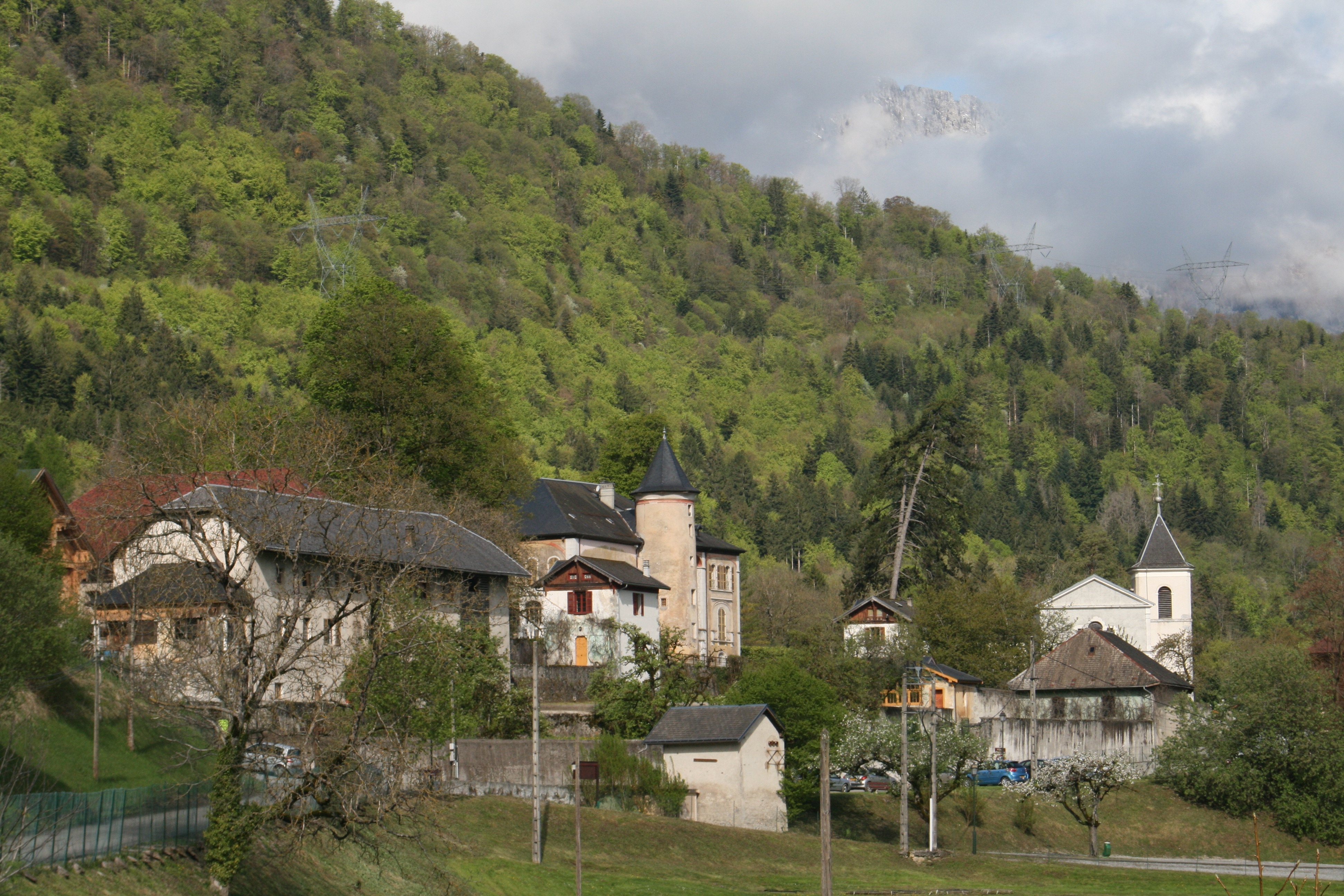
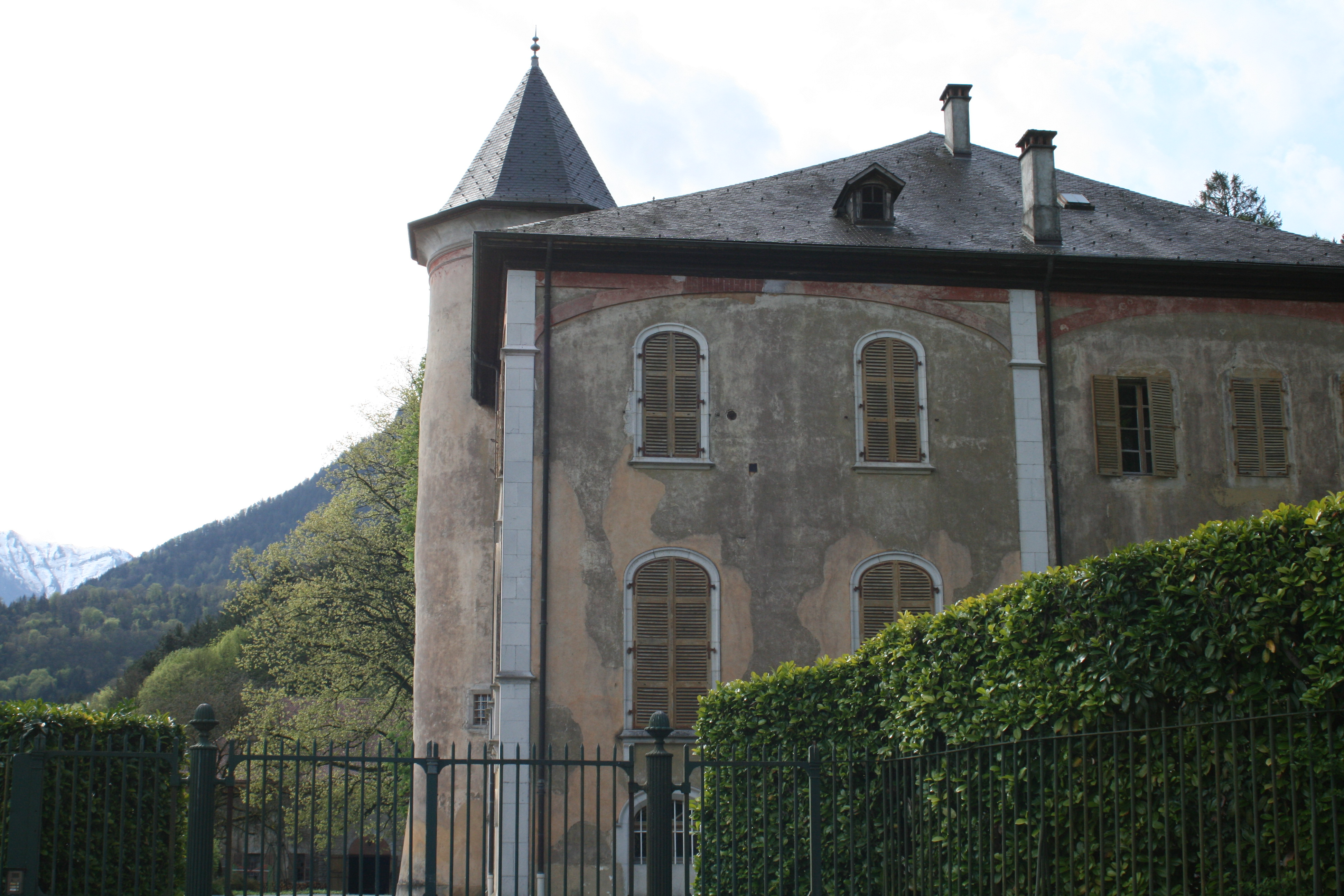

De onderstaande kaart toont de ligging van Giez (Frankrijk) met de belangrijkste infrastructuur en aangrenzende gemeenten.

## Demografie
Onderstaande figuur toont het verloop van het inwonertal (bron: INSEE-tellingen).